# Feuerbohren

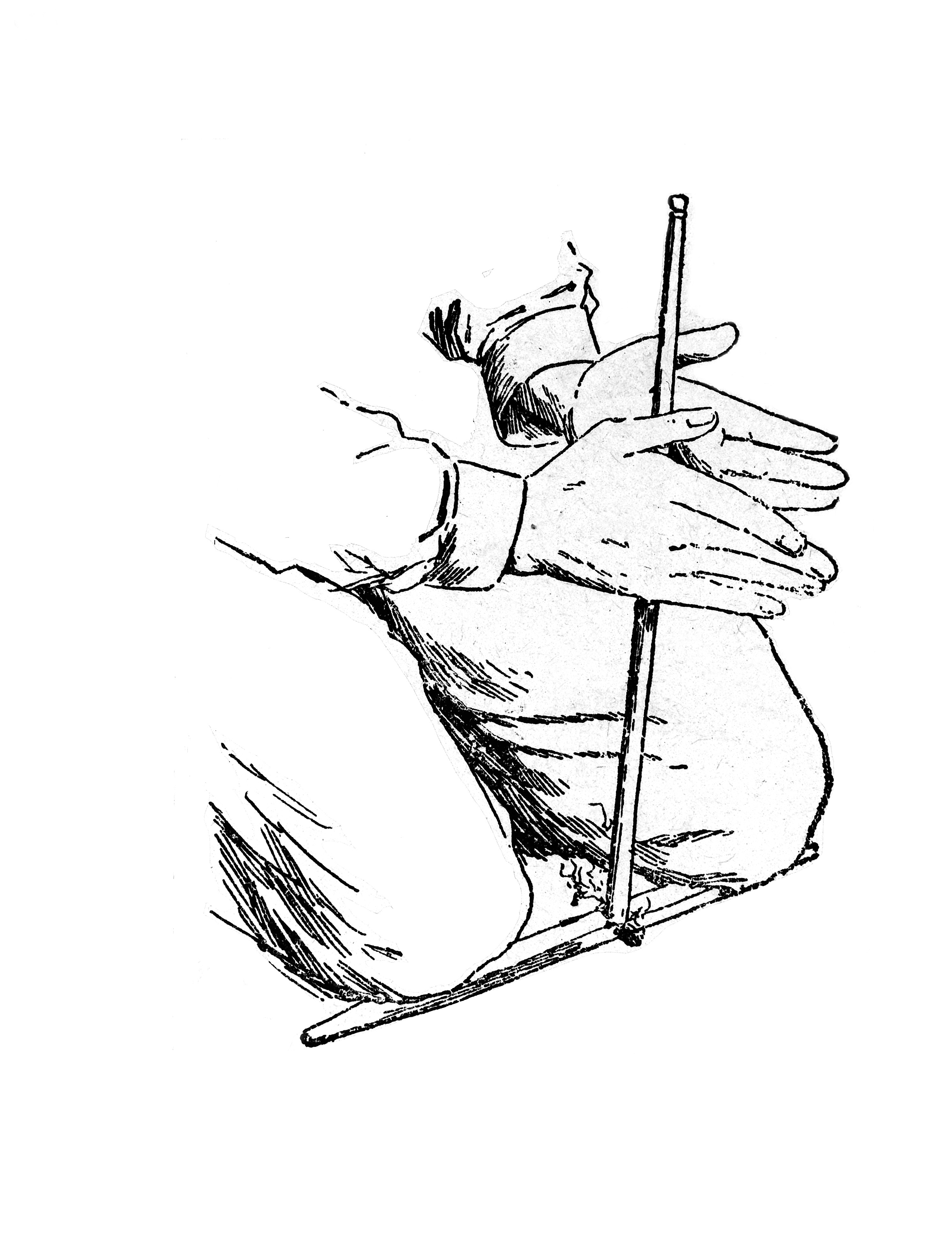
Feuerbohren mit Quirlbohrer

Das Feuerbohren ist eine primitive Methode, um Feuer zu entfachen. Dabei bohrt sich ein hölzerner Stab in ein flaches Holzstück, um durch Reibungshitze glühenden Holzstaub zu erzeugen. Mit diesem ist es dann möglich, ein Zundernest zum Brennen zu bringen.

## Quirlbohrer
Die simpelste Form des Feuerbohrens ist die Verwendung eines Quirlbohrers. Dabei wird ein Stab senkrecht auf ein flaches Stück Holz aufgestellt und dann zwischen den Händen in Rotation gebracht. Dabei müssen die Hände ebenfalls Druck nach unten ausüben, damit der Schaft im Holzstück genügend Reibung erzeugt. In die Bohrung muss eine kleine Kerbe gemacht werden, damit der glühende Holzstaub auf einen Haufen konzentriert herausfällt und sich dort sammeln kann.
Diese Methode ist die anstrengendste und schwieriger auszuführen als Methoden mit weiteren Hilfsmitteln. Die Ureinwohner Nordamerikas wandten diese Art des Feuermachens an.

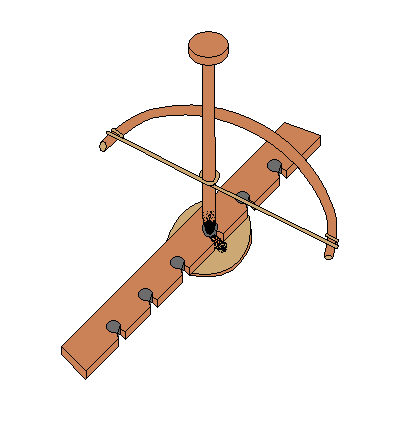
Fiedelbohrer zum Feuerbohren

## Fiedelbohrer
Eine Weiterentwicklung ist das Feuerbohren mithilfe eines Fiedelbohrers. Der Fiedelbohrer setzt die Translation der Hand in eine Rotation des Stabs um und erreicht so eine höhere Rotationsgeschwindigkeit. Um den Bohrer in der Bohrung zu halten, drückt ein Gegenstück aus Holz, Knochen oder Stein auf das obere Ende der Spindel. So ist es möglich, mehr Druck auszuüben als bei der Methode nur mit den Händen. Damit das Gegenstück nicht selbst anfängt zu rauchen, wird das obere Ende der Spindel befeuchtet oder geschmiert.
Der Fiedelbohrer war bereits im antiken Ägypten bekannt. In der Levante gefundene neolithische bis zu 8000 Jahre alte zylindrische Objekte mit konischer Spitze aus unbrennbaren Materialien wie gebranntem Ton oder Stein oder Kombinationen aus Keramik und Stein werden als Feuerbohrer interpretiert, was durch Gebrauchsspurenanalyse und experimentelle Archäologie gestützt wird.

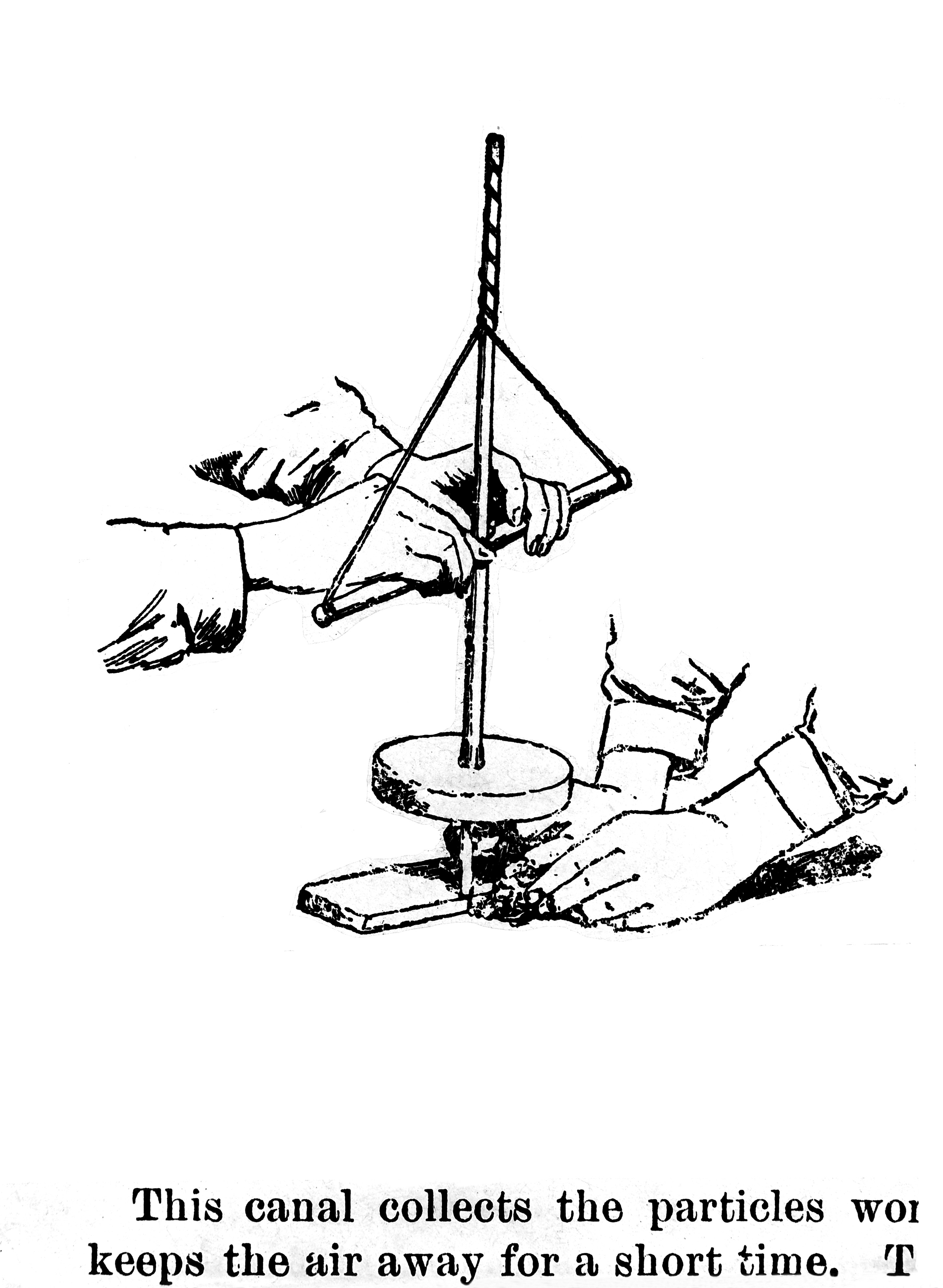
Pumpenbohrer

## Pumpenbohrer
Der Pumpenbohrer arbeitet ähnlich wie der Fiedelbohrer. Jedoch wird dabei die Rotation durch eine pumpenartige Handbewegung erreicht. Der Bohrer benötigt eine Schwungmasse und ist schwieriger zu bauen. Die Bedienung erfordert aber weniger Kraft. Neben der Feuererzeugung kommt der Bohrer auch zum Einsatz, um einfache Löcher zu bohren. Dabei wird eine andere Spitze verwendet.
Als Werkzeug zum Feuerbohren war er lediglich bei einigen Eskimos, Irokesen und Tanala im Einsatz.